# Syzeuctus annulatus
Syzeuctus annulatus là một loài tò vò trong họ Ichneumonidae.